# Combate de Pacocha
Se conoce como Combate de Pacocha al enfrentamiento naval que tuvo lugar el 29 de mayo de 1877 entre la escuadra británica del Pacífico y el buque rebelde peruano monitor BAP Huáscar.

## Antecedentes
En mayo de 1877, Nicolás de Piérola, exministro de Hacienda, inició un intento de derrocar al entonces presidente Mariano Ignacio Prado Ochoa. Como parte de este intento de golpe, el 6 de mayo dos de sus partidarios, el coronel Lorranaga y el mayor Echenique, abordaron el Huáscar y otros navíos de la escuadra peruana en el puerto del Callao mientras el capitán y el oficial ejecutivo estaban en tierra. Los oficiales que permanecieron en el barco formaron parte del complot y persuadieron a la tripulación para que se uniera a su causa. Ahora en manos rebeldes, el Huáscar se hace a la mar con el capitán de fragata en licencia Luis Germán Astete al mando. Los rebeldes utilizaron el barco para hostigar a la navegación comercial, especialmente frente a Callao, el principal puerto comercial de Perú. Sin embargo, después de que abordó a la fuerza algunos barcos mercantes británicos, las autoridades británicas enviaron a la fragata HMS Shah y a la corbeta HMS Amethyst, bajo el mando del contralmirante Sir Algernon De Horsey, para capturar el barco con autorización y recompensa ofrecida por parte el gobierno peruano de Mariano Ignacio Prado por su captura.
El 16 de mayo apareció en el puerto de Antofagasta, Bolivia, donde recoge a Nicolás de Piérola, como Jefe Supremo del Perú y a su séquito de seguidores.

## Intimidación
La escuadra británica estaba en busca del Huáscar, cuando lo avistó el 29 de mayo de 1877 a las 13:00. El Huáscar se dirigía a tierra cuando el HMS Amethyst le cerró el paso y a las 14:11 el HMS Shah le lanzó un cañonazo para ponerlo al habla. El contraalmirante De Horsey envió al teniente Rainier para que comunique al comandante del Huáscar, el capitán Astete, que apresará el buque a consecuencia de actos ilegales que el Huáscar ha cometido contra súbditos, buques y propiedades británicas, que no procede en nombre del gobierno peruano, que si se entrega el buque serán respetadas la libertad de todos a bordo y desembarcados en un sitio neutral, en donde desee el comandante, pero en caso contrario, el Huáscar será tratado como buque pirata. El teniente Rainier regresó con la respuesta que el presidente del Perú estaba a bordo, que el Huáscar no ha cometido ningún acto ilegal y que no arriarían la bandera.

## La acción
El combate empezó a las 15:06 con los disparos del HMS Shah, seguidos por el del HMS Amethyst tres minutos después. Era en momentos que el Huáscar trataba de alcanzar el poco fondo frente a Ilo (Pacocha) aprovechando su menor calado, pero el Amethyst se movió para impedirlo y el fuego se abrió a mil yardas. Piérola arengó a su tripulación, jóvenes entusiastas sin mayor experiencia marina: "Ya la revolución ha terminado, ahora no somos sino unos peruanos a quienes nos ha tocado en suerte defender el honor de nuestro pabellón y el de América entera, ¡¡Viva el Perú!!". El coronel Marcelino Varela y el teniente coronel Espinosa, presos con centinela de vista en un camarote, solicitaron que se les concediera un puesto cualquiera para participar en la lucha, por lo cual recibieron aplausos y abrazos de sus adversarios políticos.
El Huáscar era un blanco muy difícil de acertar pues sólo tenía 3 pies fuera del agua se mantuvo pegado a la costa y por esto el Shah, debido a su mayor calado, tuvo que mantenerse lejos e impedido de usar sus cañones. Astete esperaba que el Inglés fuera en su persecución para hacerlo encallar, algo similar a lo que ocurriría entre el BAP Independencia y la goleta Covadonga dos años después. Desde la población, hubo algunos tiros de fusil por fuerzas gobiernistas, aunque cesaron al poco tiempo al darse cuenta de lo serio de la agresión británica.
Los tiros más certeros fueron del HMS Amethyst, pero ninguno de estos pudo perforar el blindaje del Huáscar. Recién a las 16:36, el Huáscar dispara contra el Amethyst. Previamente, el Shah había disparado dos andanadas de estribor accionados eléctricamente al Huáscar. 
Con la poca efectividad en los tiros por su inexperta tripulación golpista, Astete vio que no conseguía nada cañoneando al inglés e intentó usar su espolón para abordar a los buques británicos alrededor de las 17:00, pero la buena maniobrabilidad de éstos impidió que tuviera éxito, si bien la artillería británica igualmente no hizo demasiado daño al Huáscar. 
A las 17:13 p. m., el Shah y el Huáscar estaban tan cerca que el Inglés empleó su ametralladora Gatling y se hizo vivo fuego de fusilería entre ambos buques. Al minuto de eso, aprovechando que el Huáscar presentaba su costado, el Shah le disparó un torpedo Whitehead, pero el buque peruano puso su popa para esquivarlo. Este hecho representa el primer combate naval de la historía mundial en donde se utilizara este nuevo invento de la guerra naval, el torpedo autopropulsado.
Los fuegos cesaron a las 17:45, cuando ya estaba oscureciendo y el Huáscar estaba pegado a tierra y en línea con la población.
Luego, a las 21:00 se envió dos lanchas armadas con torpedos de bastón, para golpear al Huáscar y hundirlo, pero regresaron a las 3:30 sin haberlo encontrado. Entonces, el Shah se dirigió al Puerto de Quilca y el Amethyst a Mollendo. A las 19:00 del día siguiente, 30 de mayo, el Amethyst fue a Quilca y llevó la noticia de que el Huáscar estaba en Iquique, dirigiéndose allá la escuadra británica. A las 20:00 del 31 de mayo, se destacó nuevamente a las lanchas torpederas cuando el Shah estaba a 7 millas de Iquique, pero el HMS Amethyst le comunicó que el Huáscar ya se había entregado a la escuadra peruana que lo perseguía, con lo que se lanzaron cañonazos y cohetes de señales para que retornen las lanchas. El 1 de junio, la escuadra británica se encontró con la escuadra peruana y se saludaron mutuamente.
Después, el Shah se dirigió a Panamá y el Amethyst a Valparaíso.
Durante el combate, el Shah disparó 237 proyectiles y el Amethyst 190, pero ninguno fue eficaz porque no eran proyectiles Palliser, que en esa época eran los únicos que podían perforar el blindaje del buque. Los cañones de 9 pulgadas del Shah podían perforar un blindaje de hierro de 9,5 pulgadas a mil yardas, mientras que los cañones de 7 pulgadas, podían perforar un blindaje de hierro de 7,5 pulgadas a mil yardas, mientras que los cañones de 64 libras podían perforar un blindaje de 4,5 pulgadas a una distancia muy cercana, pero las distancias durante el combate fueron entre 100 y 2.000 yardas, y debido a que los buques británicos tenían que moverse para evitar ser blancos de los tiros del Huáscar, sus tiros no tuvieron la suficiente puntería y potencia para causar daños. 
El Huáscar recibió el impacto de unos 60 disparos, pero ninguno de consideración debido a la protección de su blindaje. Un proyectil de 9 pulgadas perforó una plancha de blindaje de 3,5 pulgadas arriba de la línea de agua, causando la muerte del corneta Ruperto Béjar. Otro proyectil de 7 pulgadas chocó en la torre giratoria pero solo perforó 3 pulgadas del blindaje de 5,5. Debido a que el Huáscar no tenía artilleros, sólo jóvenes revolucionarios sin experiencia previa en el combate, no acertaron disparos, sólo uno de 40 libras que dio en la arboladura del Shah, pero el Huáscar si fue bien gobernado, a pesar de que los proyectiles británicos habían cortado los guardines del timón, algo que volvió a suceder en el Combate naval de Angamos y que si sería un problema serio en ese enfrentamiento.

## Importancia
Este combate fue la primera y única vez que un buque de la escuadra peruana pudo salir airoso en un combate contra buques de la Royal Navy.
El contraalmirante De Horsey fue solicitado por el Parlamento Británico a raíz de este incidente, cuya noticia dio la vuelta al mundo y lleno de orgullo a los marinos peruanos, aunque en Gran Bretaña los pormenores del combate se mantuvieron con hermetismo para mantener la reputación de imbatibilidad de la Royal Navy frente a posibles aliados (Francia y Rusia) y potenciales rivales (Alemania). 
Fue importante porque fue la primera vez que se utilizó en combate un torpedo móvil Whitehead, que luego utilizaron los rusos durante la Guerra Ruso-Turca de 1877-1878. En esas ocasiones fue inútil este torpedo, pues en el día era fácil esquivarlos, tan fácil como los buques británicos evitaron el espolón del Huáscar. Meses más tarde, siendo de noche, los rusos probarían la efectividad del torpedo autopropulsado al hundir al vapor turco Intibah. El Huáscar también intentó utilizar torpedos móviles durante la guerra del Pacífico en 1879, pero fue el sistema de torpedos Lay, que era dirigido eléctricamente por cable y  nunca tuvo aplicación exitosa.
La primera vez que se utilizó exitosamente contra un buque de guerra también en una acción nocturna, fue en la guerra civil chilena de 1891, cuando se hundió al blindado Blanco Encalada, al que le lanzaron 5 torpedos, acertándole el último. Paradójicamente el monitor Huáscar, ya con bandera Chilena, fue testigo de aquel hecho.
El combate también probó la ineficiencia de los cruceros ingleses, por más que tuvieran una tripulación bien entrenada, que en conjunto era superior a la del Huáscar (837 hombres versus 179), ventaja en cañones potentes y ataque por dos flancos a la vez. El Huáscar los hubiera derrotado con artilleros eficientes y no entusiastas jóvenes rebeldes. Se demostró que era necesario que estos tipos de cruceros tengan alguna protección blindada, dándose origen a los llamados 'cruceros protegidos', aunque fueron Chile y Francia los primeros en tener este tipo de barcos.
En honor al combate y la victoria Peruana se nombró como Pacocha a un submarino adquirido por el Perú a Estados Unidos, el cual se hundió frente al Callao en 1988 tras una colisión con un pesquero japonés, considerandose el salvamento de la mayoría de su tripulación como un milagro por la Iglesia Católica ya que el cierre de los mamparos frente a la presión del agua y el escape exitoso de sus sobrevivientes a puro pulmón, sin oxígeno ni trajes especiales, ocurrido todo en condiciones críticas se consideró un milagro, el cual fue atribuido a Maria de Jesus Crucificado Petkovic siendo beatificada por el papa Juan Pablo II.